# Villeneuve-Lécussan
Pour les articles homonymes, voir Villeneuve.
Villeneuve-Lécussan est une commune française, située dans l'ouest du département de la Haute-Garonne, en région Occitanie.
Sur le plan historique et culturel, la commune est dans le pays de Comminges, correspondant à l’ancien comté de Comminges, circonscription de la province de Gascogne située sur les départements actuels du Gers, de la Haute-Garonne, des Hautes-Pyrénées et de l'Ariège. Exposée à un climat océanique altéré, elle est drainée par la Louge, la Save, la Savère, la rigole de la Louge, Nom inconnu, Nom inconnu, Nom inconnu et par divers autres petits cours d'eau. La commune possède un patrimoine naturel remarquable composé de deux zones naturelles d'intérêt écologique, faunistique et floristique.
Villeneuve-Lécussan est une commune rurale qui compte 570 habitants en 2022. Elle fait partie de l'aire d'attraction de Lannemezan. Ses habitants sont appelés les Villenovanais ou  Villenovanaises.

## Géographie

### Localisation
La commune de Villeneuve-Lécussan se trouve dans le département de la Haute-Garonne, en région Occitanie.
Elle se situe à 92 km à vol d'oiseau de Toulouse, préfecture du département, et à 19 km de Saint-Gaudens, sous-préfecture.
Les communes les plus proches sont : 
Lécussan (1,2 km), Franquevielle (3,2 km), Arné (4,0 km), Réjaumont (4,1 km), Sédeilhac (4,7 km), Boudrac (5,1 km), Tajan (5,3 km), Uglas (5,4 km).
Sur le plan historique et culturel, Villeneuve-Lécussan fait partie du pays de Comminges, correspondant à l’ancien comté de Comminges, circonscription de la province de Gascogne située sur les départements actuels du Gers, de la Haute-Garonne, des Hautes-Pyrénées et de l'Ariège.
La commune est limitrophe du département des Hautes-Pyrénées.
Les communes limitrophes sont  Cantaous, Cuguron, Franquevielle, Lécussan, Pinas, Saint-Laurent-de-Neste, Saint-Plancard, Sédeilhac et Uglas.
|                            | Lécussan                                 | Saint-Plancard         |
| Pinas (Hautes-Pyrénées)    | Villeneuve-Lécussan                      | Sédeilhac              |
| Cantaous (Hautes-Pyrénées) | Saint-Laurent-de-Neste (Hautes-Pyrénées) | Franquevielle, Cuguron |

### Hydrographie

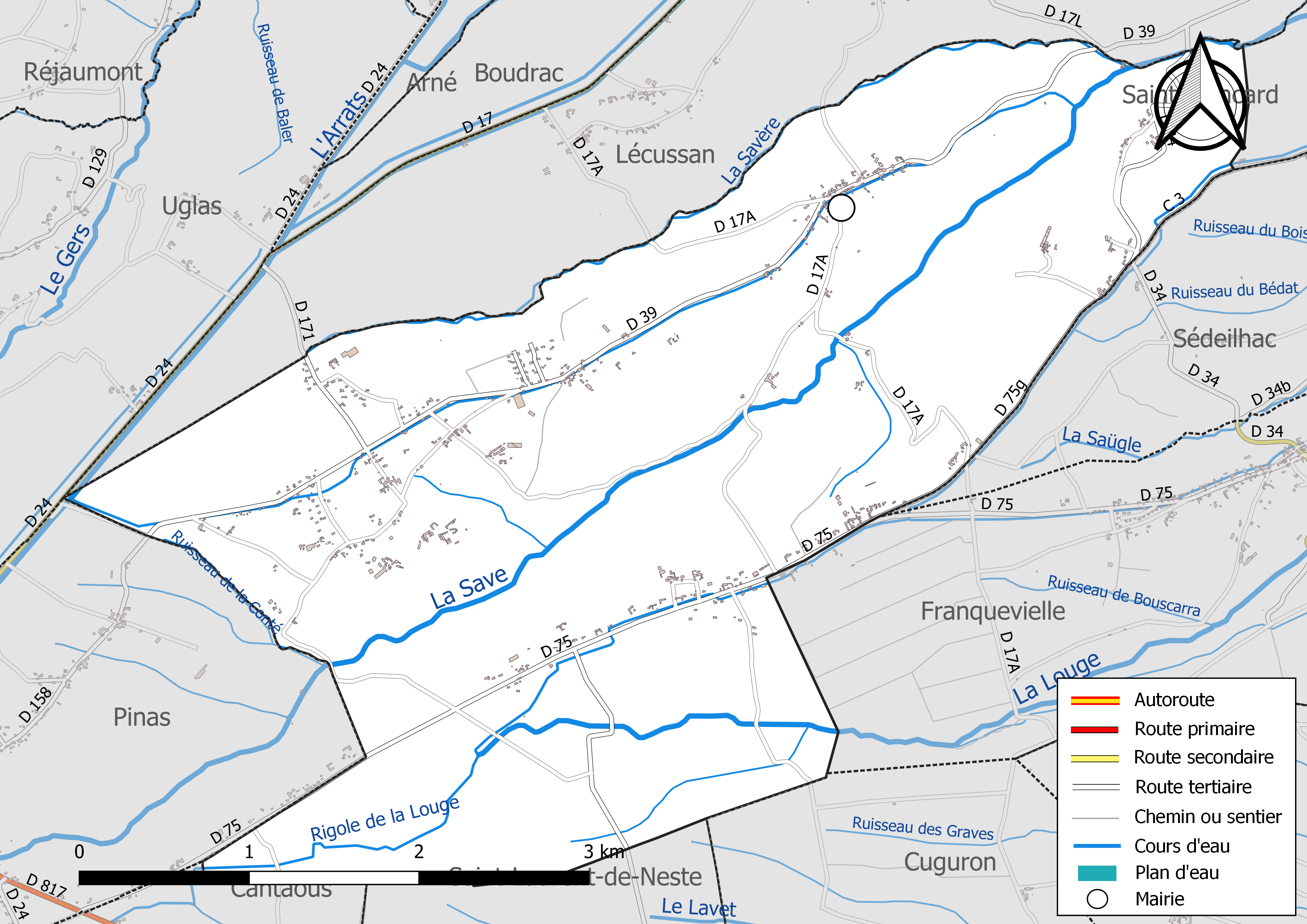
Réseaux hydrographique et routier de Villeneuve-Lécussan.

La commune est dans le bassin de la Garonne, au sein du bassin hydrographique Adour-Garonne. Elle est drainée par la Louge, la Save, la Savère, la rigole de la Louge, le ruisseau de la Conté et par divers petits cours d'eau, constituant un réseau hydrographique de 27 km de longueur totale,.
La Louge, d'une longueur totale de 100 km, prend sa source dans la commune et s'écoule du sud-ouest vers le nord-est. Elle traverse la commune et se jette dans la Garonne à Muret, après avoir traversé 34 communes.
La Save, d'une longueur totale de 143 km, prend sa source dans la commune de Lannemezan (65) et s'écoule du sud-ouest vers le nord-est. Elle traverse la commune et se jette dans la Garonne à Grenade, après avoir traversé 46 communes.

### Climat
Pour des articles plus généraux, voir Climat de l'Occitanie et Climat de la Haute-Garonne.
En 2010, le climat de la commune est de type climat océanique altéré, selon une étude s'appuyant sur une série de données couvrant la période 1971-2000. En 2020, Météo-France publie une typologie des climats de la France métropolitaine dans laquelle la commune est exposée à un climat de montagne ou de marges de montagne et est dans la région climatique Pyrénées centrales, caractérisée par une pluviométrie annuelle de 1 000 à 1 200 mm.
Pour la période 1971-2000, la température annuelle moyenne est de 11,8 °C, avec une amplitude thermique annuelle de 14,5 °C. Le cumul annuel moyen de précipitations est de 1 014 mm, avec 9,8 jours de précipitations en janvier et 7,3 jours en juillet. Pour la période 1991-2020, la température moyenne annuelle observée sur la station météorologique la plus proche, située sur la commune de Clarac à 12 km à vol d'oiseau, est de 12,5 °C et le cumul annuel moyen de précipitations est de 804,9 mm,. Pour l'avenir, les paramètres climatiques de la commune estimés pour 2050 selon différents scénarios d'émission de gaz à effet de serre sont consultables sur un site dédié publié par Météo-France en novembre 2022.

### Milieux naturels et biodiversité

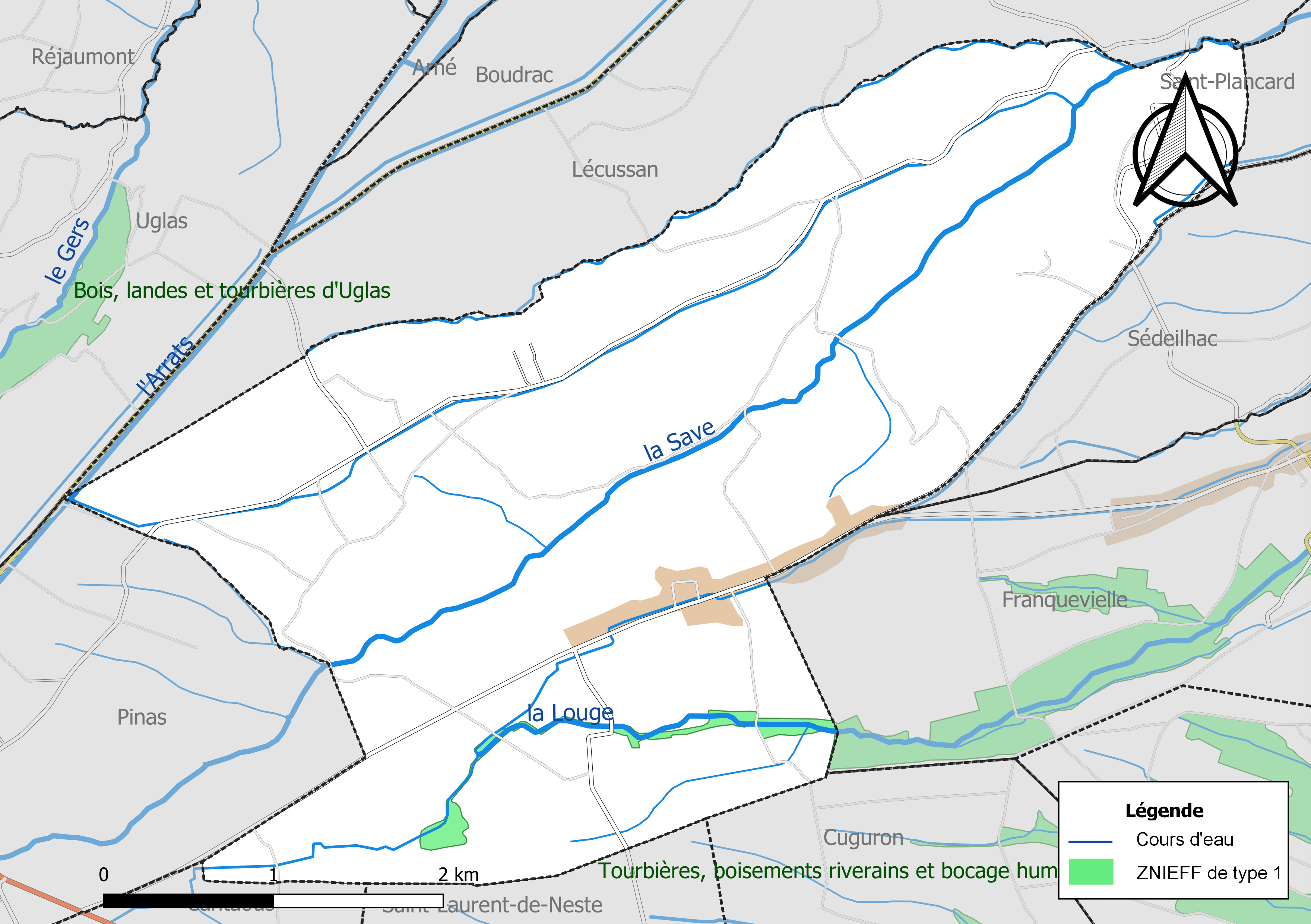
Carte de la ZNIEFF de type 1 localisée sur la commune.

L’inventaire des zones naturelles d'intérêt écologique, faunistique et floristique (ZNIEFF) a pour objectif de réaliser une couverture des zones les plus intéressantes sur le plan écologique, essentiellement dans la perspective d’améliorer la connaissance du patrimoine naturel national et de fournir aux différents décideurs un outil d’aide à la prise en compte de l’environnement dans l’aménagement du territoire.
Une ZNIEFF de type 1 est recensée sur la commune :
les « prairies humides et milieux riverains des lits supérieurs de la Louge et la Noue » (798 ha), couvrant 7 communes du département et une ZNIEFF de type 2, : 
l'« Amont des bassins de la Louge, de la Save, du Lavet et de la Noue et landes orientales du Lannemezan » (5 833 ha), couvrant 18 communes dont 14 dans la Haute-Garonne et quatre dans les Hautes-Pyrénées.

## Urbanisme

### Typologie
Au 1er janvier 2024, Villeneuve-Lécussan est catégorisée commune rurale à habitat dispersé, selon la nouvelle grille communale de densité à sept niveaux définie par l'Insee en 2022.
Elle est située hors unité urbaine. Par ailleurs la commune fait partie de l'aire d'attraction de Lannemezan, dont elle est une commune de la couronne,. Cette aire, qui regroupe 65 communes, est catégorisée dans les aires de moins de 50 000 habitants,.

### Occupation des sols
L'occupation des sols de la commune, telle qu'elle ressort de la base de données européenne d’occupation biophysique des sols Corine Land Cover (CLC), est marquée par l'importance des territoires agricoles (79,3 % en 2018), une proportion identique à celle de 1990 (79,3 %). La répartition détaillée en 2018 est la suivante : 
zones agricoles hétérogènes (59,2 %), forêts (18,8 %), prairies (11,5 %), terres arables (8,6 %), zones urbanisées (1,9 %). L'évolution de l’occupation des sols de la commune et de ses infrastructures peut être observée sur les différentes représentations cartographiques du territoire : la carte de Cassini (XVIIIe siècle), la carte d'état-major (1820-1866) et les cartes ou photos aériennes de l'IGN pour la période actuelle (1950 à aujourd'hui).

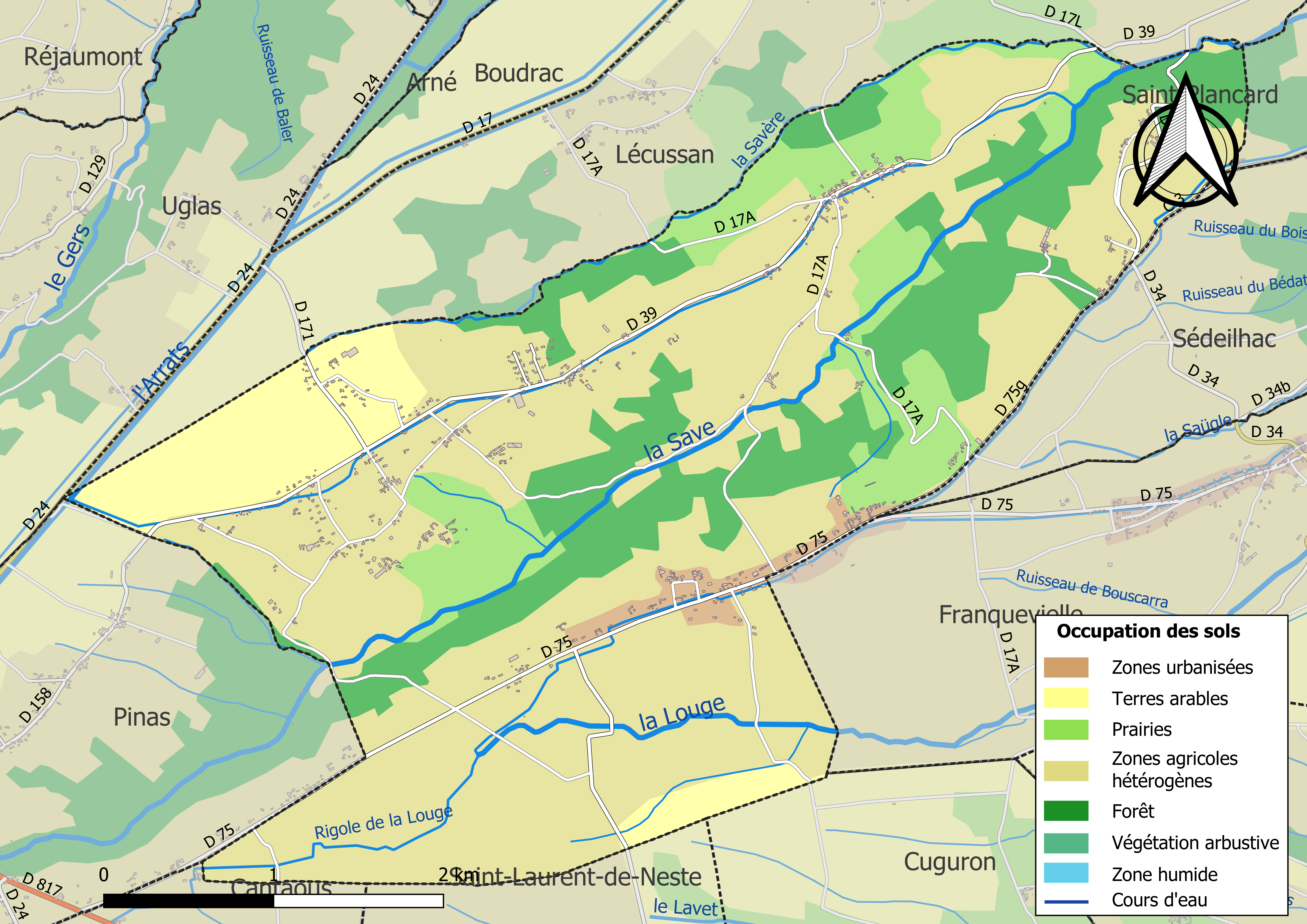
Carte des infrastructures et de l'occupation des sols de la commune en 2018 (CLC).

### Voies de communication et transports
Accès avec la ligne régulière de transport interurbain du réseau Arc-en-ciel (anciennement SEMVAT).

### Risques majeurs
Le territoire de la commune de Villeneuve-Lécussan est vulnérable à différents aléas naturels : météorologiques (tempête, orage, neige, grand froid, canicule ou sécheresse), inondations et séisme (sismicité modérée). Un site publié par le BRGM permet d'évaluer simplement et rapidement les risques d'un bien localisé soit par son adresse soit par le numéro de sa parcelle.
Certaines parties du territoire communal sont susceptibles d’être affectées par le risque d’inondation par débordement de cours d'eau, notamment la Save. La commune a été reconnue en état de catastrophe naturelle au titre des dommages causés par les inondations et coulées de boue survenues en 1982, 1999 et 2009,.

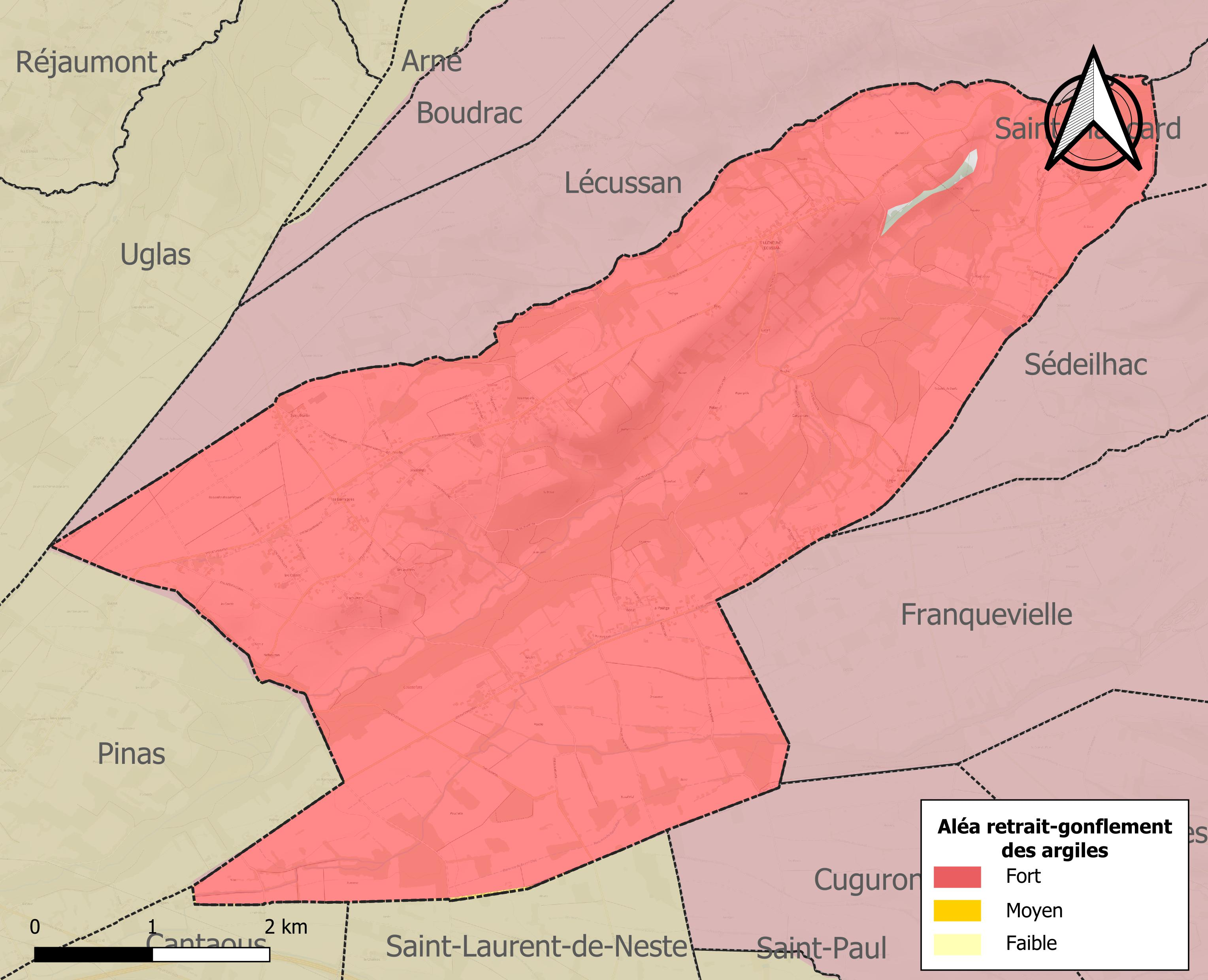
Carte des zones d'aléa retrait-gonflement des sols argileux de Villeneuve-Lécussan.

Le retrait-gonflement des sols argileux est susceptible d'engendrer des dommages importants aux bâtiments en cas d’alternance de périodes de sécheresse et de pluie. 99,8 % de la superficie communale est en aléa moyen ou fort (88,8 % au niveau départemental et 48,5 % au niveau national). Sur les 270 bâtiments dénombrés sur la commune en 2019, 270 sont en aléa moyen ou fort, soit 100 %, à comparer aux 98 % au niveau départemental et 54 % au niveau national. Une cartographie de l'exposition du territoire national au retrait gonflement des sols argileux est disponible sur le site du BRGM,.
Par ailleurs, afin de mieux appréhender le risque d’affaissement de terrain, l'inventaire national des cavités souterraines permet de localiser celles situées sur la commune.
Concernant les mouvements de terrains, la commune a été reconnue en état de catastrophe naturelle au titre des dommages causés par la sécheresse en 1989 et par des mouvements de terrain en 1999.

## Toponymie
Durant la Révolution, la commune porte le nom de Vallon-Libre.

## Politique et administration

### Rattachements administratifs et électoraux
Commune faisant partie de la huitième circonscription de la Haute-Garonne, de la communauté de communes Cœur et Coteaux du Comminges et du canton de Saint-Gaudens (avant le redécoupage départemental de 2014, Villeneuve-Lécussan faisait partie de l'ex-canton de Montréjeau). Avant le 1er janvier 2017, elle faisait partie de la communauté de communes Nébouzan-Rivière-Verdun. La commune est également membre du SIVOM de Saint-Gaudens Montréjeau Aspet Magnoac.

### Liste des maires
| Période                                  | Période  | Identité        | Étiquette | Qualité           |
| ---------------------------------------- | -------- | --------------- | --------- | ----------------- |
| juin 1995                                | 2014     | Patrick Montean |           |                   |
| mars 2014                                | En cours | Lionel Batmale  | SE        | Chef d'entreprise |
| Les données manquantes sont à compléter. |          |                 |           |                   |

## Population et société

### Démographie

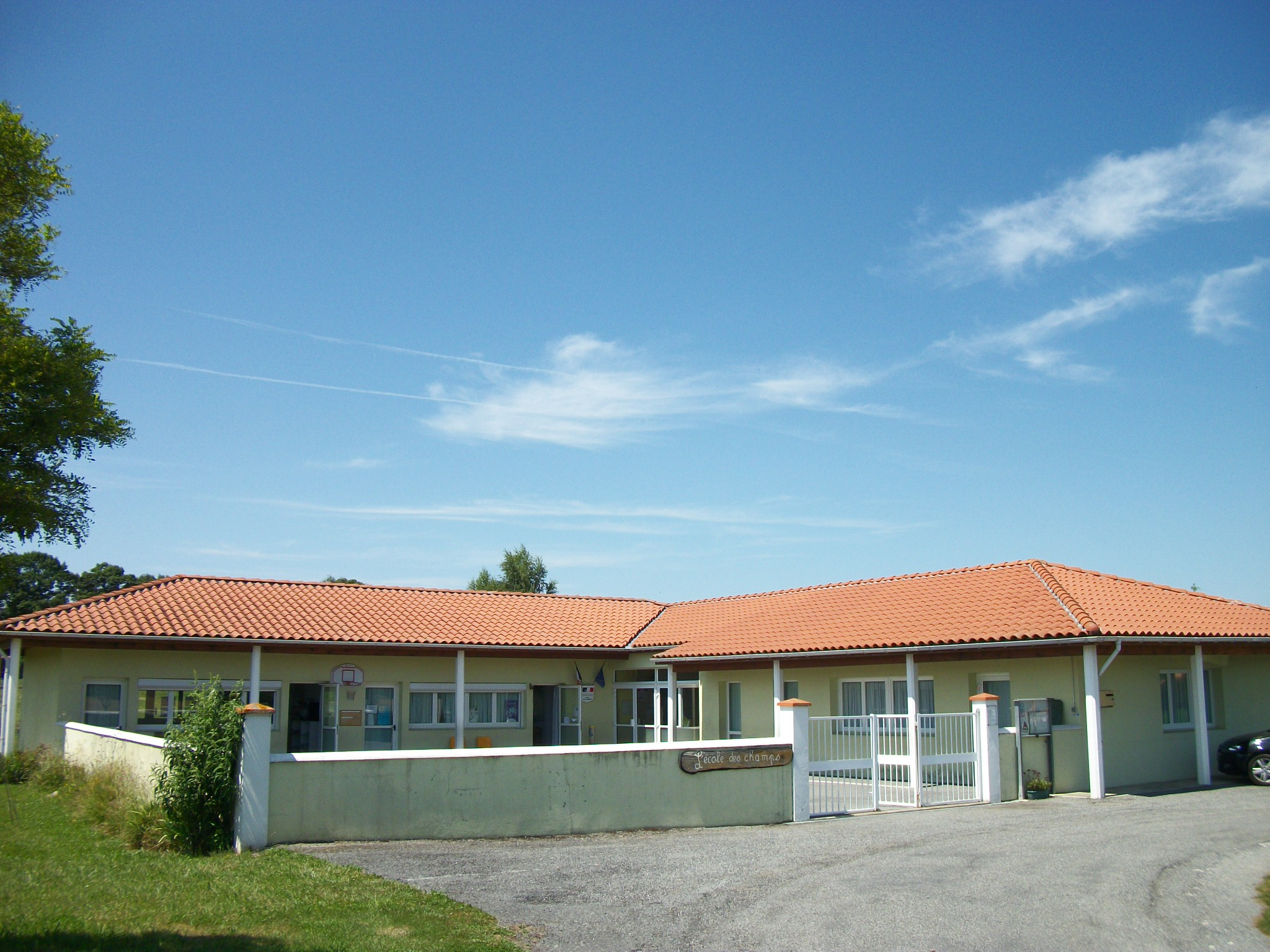
L'école des champs.

L'évolution du nombre d'habitants est connue à travers les recensements de la population effectués dans la commune depuis 1793. Pour les communes de moins de 10 000 habitants, une enquête de recensement portant sur toute la population est réalisée tous les cinq ans, les populations de référence des années intermédiaires étant quant à elles estimées par interpolation ou extrapolation. Pour la commune, le premier recensement exhaustif entrant dans le cadre du nouveau dispositif a été réalisé en 2004.

En 2022, la commune comptait 570 habitants, en évolution de +3,07 % par rapport à 2016 (Haute-Garonne : +8,02 %, France hors Mayotte : +2,11 %).
| 1793 | 1800 | 1806 | 1821 | 1831 | 1836 | 1841 | 1846 | 1851 |
| ---- | ---- | ---- | ---- | ---- | ---- | ---- | ---- | ---- |
| 691  | 514  | 696  | 738  | 814  | 899  | 902  | 899  | 909  |

| 1856 | 1861 | 1866 | 1872 | 1876 | 1881 | 1886 | 1891 | 1896 |
| ---- | ---- | ---- | ---- | ---- | ---- | ---- | ---- | ---- |
| 871  | 867  | 900  | 817  | 778  | 798  | 762  | 750  | 735  |

| 1901 | 1906 | 1911 | 1921 | 1926 | 1931 | 1936 | 1946 | 1954 |
| ---- | ---- | ---- | ---- | ---- | ---- | ---- | ---- | ---- |
| 735  | 721  | 718  | 650  | 631  | 596  | 559  | 552  | 527  |

| 1962 | 1968 | 1975 | 1982 | 1990 | 1999 | 2004 | 2006 | 2009 |
| ---- | ---- | ---- | ---- | ---- | ---- | ---- | ---- | ---- |
| 508  | 460  | 436  | 441  | 477  | 494  | 543  | 550  | 556  |

| 2014 | 2019 | 2022 | - | - | - | - | - | - |
| ---- | ---- | ---- | - | - | - | - | - | - |
| 559  | 561  | 570  | - | - | - | - | - | - |

| selon la population municipale des années : | 1968 | 1975 | 1982 | 1990 | 1999 | 2006 | 2009 | 2013 |
| Rang de la commune dans le département      | 145  | 164  | 212  | 206  | 217  | 211  | 216  | 225  |
| Nombre de communes du département           | 592  | 582  | 586  | 588  | 588  | 588  | 589  | 589  |

### Enseignement
Villeneuve-Lécussan fait partie de l'académie de Toulouse.

### Manifestations culturelles et festivités
Salle des fêtes.

## Économie

### Revenus
En 2018  (données Insee publiées en septembre 2021), la commune compte 219 ménages fiscaux, regroupant 515 personnes. La médiane du revenu disponible par unité de consommation est de 22 320 € (23 140 € dans le département).

### Emploi
|                | 2008  | 2013  | 2018  |
| -------------- | ----- | ----- | ----- |
| Commune        | 3,7 % | 6,6 % | 3,2 % |
| Département    | 7,7 % | 9,6 % | 9,3 % |
| France entière | 8,3 % | 10 %  | 10 %  |

En 2018, la population âgée de 15 à 64 ans s'élève à 347 personnes, parmi lesquelles on compte 71,9 % d'actifs (68,8 % ayant un emploi et 3,2 % de chômeurs) et 28,1 % d'inactifs,. Depuis 2008, le taux de chômage communal (au sens du recensement) des 15-64 ans est inférieur à celui de la France et du département.
La commune fait partie de la couronne de l'aire d'attraction de Lannemezan, du fait qu'au moins 15 % des actifs travaillent dans le pôle,. Elle compte 51 emplois en 2018, contre 45 en 2013 et 56 en 2008. Le nombre d'actifs ayant un emploi résidant dans la commune est de 239, soit un indicateur de concentration d'emploi de 21,4 % et un taux d'activité parmi les 15 ans ou plus de 52,3 %.
Sur ces 239 actifs de 15 ans ou plus ayant un emploi, 32 travaillent dans la commune, soit 13 % des habitants. Pour se rendre au travail, 93,3 % des habitants utilisent un véhicule personnel ou de fonction à quatre roues, 2,4 % s'y rendent en deux-roues, à vélo ou à pied et 4,2 % n'ont pas besoin de transport (travail au domicile).

### Activités hors agriculture
21 établissements sont implantés  à Villeneuve-Lécussan au 31 décembre 2019. Le tableau ci-dessous en détaille le nombre par secteur d'activité et compare les ratios avec ceux du département,.
Le secteur de la construction est prépondérant sur la commune puisqu'il représente 28,6 % du nombre total d'établissements de la commune (6 sur les 21 entreprises implantées  à Villeneuve-Lécussan), contre 12 % au niveau départemental.

### Agriculture
La commune est dans les « Coteaux de Gascogne », une petite région agricole occupant une partie ouest du département de la Haute-Garonne, constitué d'un relief de cuestas et de vallées peu profondes, creusés par les rivières issues du massif pyrénéen, avec une activité de polyculture et d’élevage. En 2020, l'orientation technico-économique de l'agriculture  sur la commune est l'élevage bovin, orientation mixte lait et viande.
|               | 1988  | 2000  | 2010  | 2020 |
| ------------- | ----- | ----- | ----- | ---- |
| Exploitations | 74    | 53    | 35    | 26   |
| SAU (ha)      | 1 381 | 1 282 | 1 153 | 995  |

Le nombre d'exploitations agricoles en activité et ayant leur siège dans la commune est passé de 74 lors du recensement agricole de 1988  à 53 en 2000 puis à 35 en 2010 et enfin à 26 en 2020, soit une baisse de 65 % en 32 ans. Le même mouvement est observé à l'échelle du département qui a perdu pendant cette période 57 % de ses exploitations,. La surface agricole utilisée sur la commune a également diminué, passant de 1 381 ha en 1988 à 995 ha en 2020. Parallèlement la surface agricole utilisée moyenne par exploitation a augmenté, passant de 19 à 38 ha.

## Culture locale et patrimoine

### Lieux et monuments

#### Villeneuve-Lécussan
- Église de l'Assomption.
- Statue de l'Immaculée Conception du XIXe siècle en calcaire polychrome de 2 mètres[37].
- Statue de Saint-Joseph du XIXe en calcaire polychrome de 2 mètres[37].
- Monument aux morts.
- Monuments de la crucifixion de Jésus.

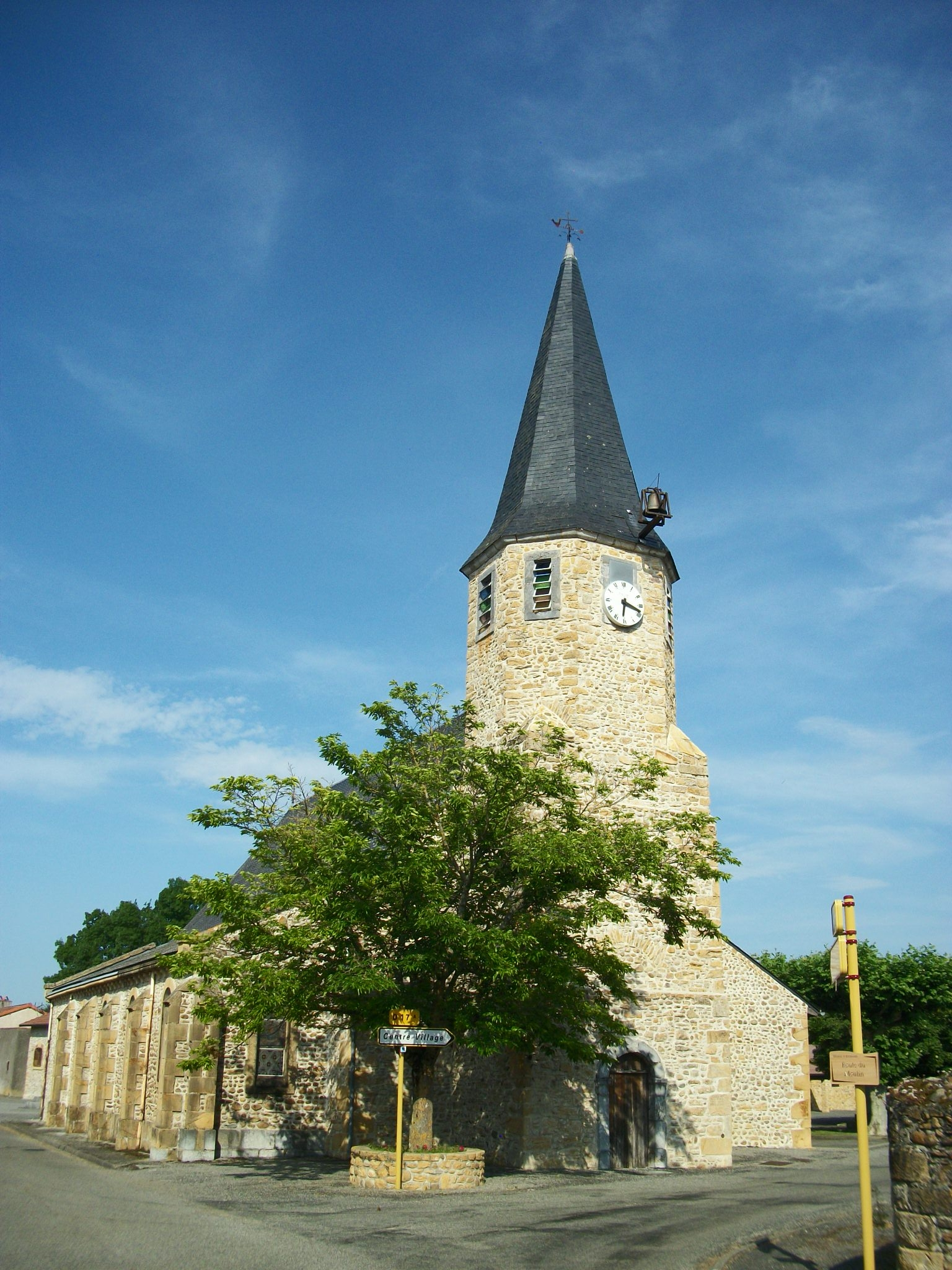
Église de l'Assomption.
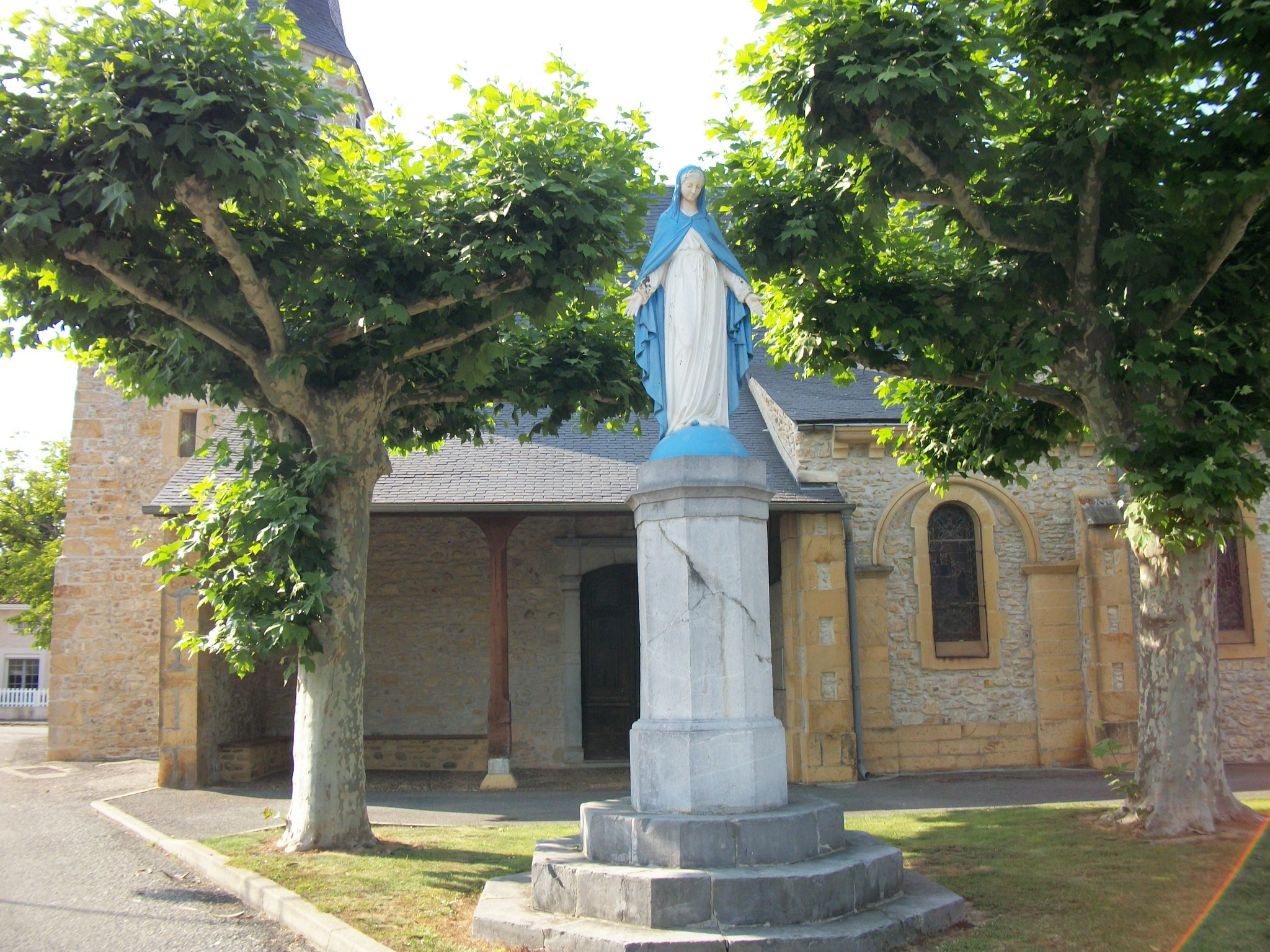
Statue de l'Immaculée Conception.
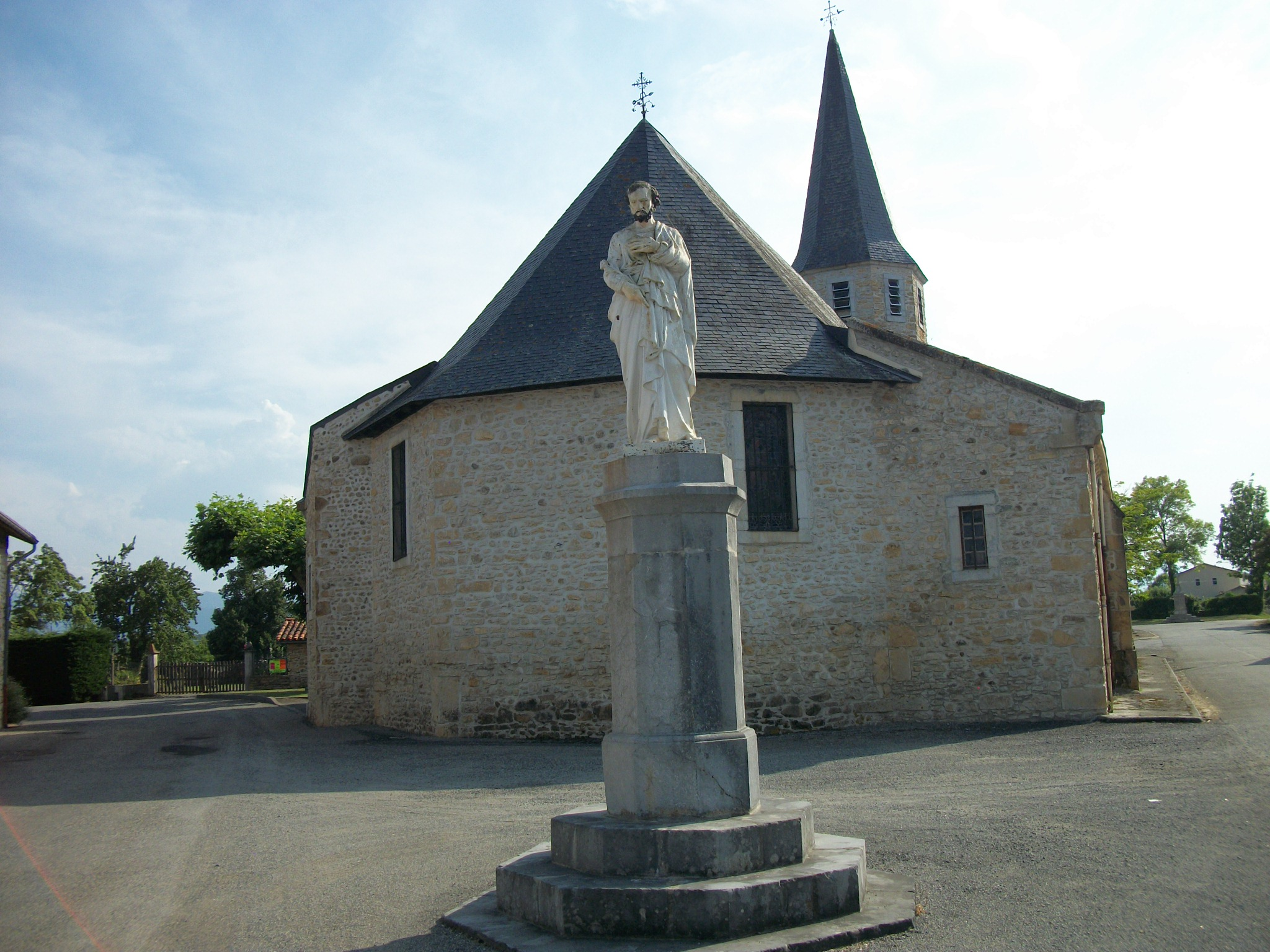
Statue de Saint-Joseph.
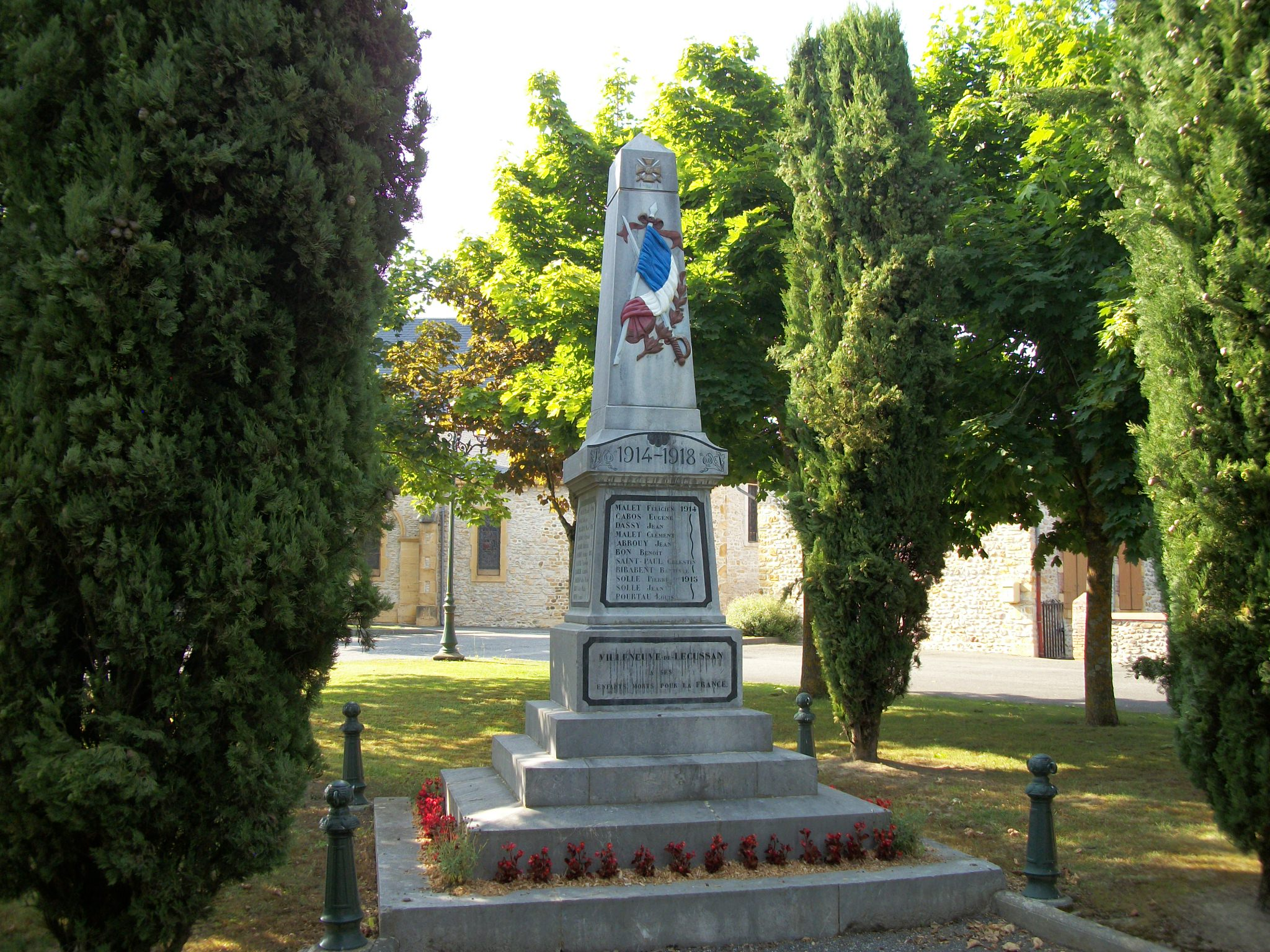
Monument aux morts.
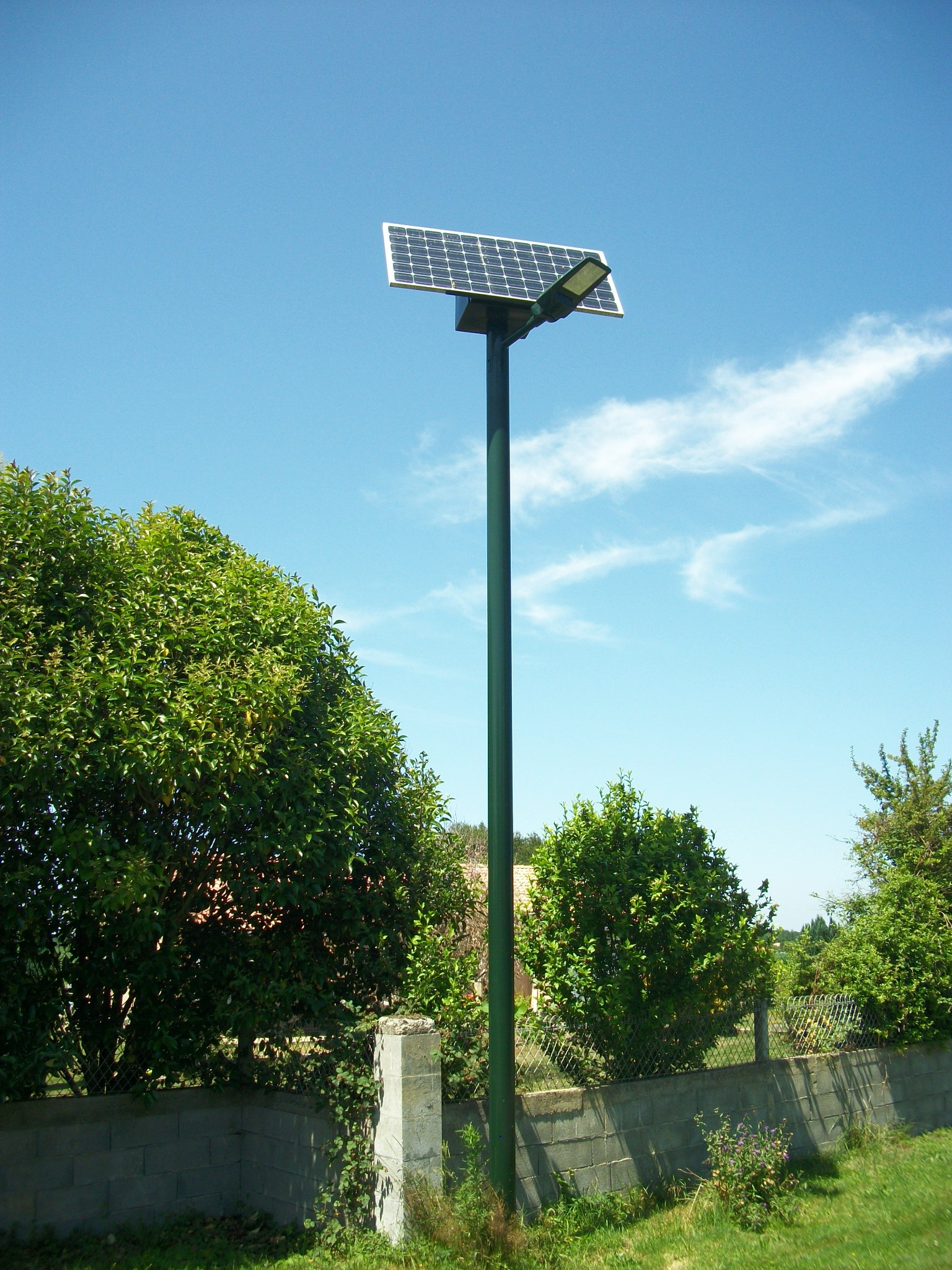
Un des trois lampadaires solaires du village.

#### Lieudit Peymouliès
- Un lavoir.

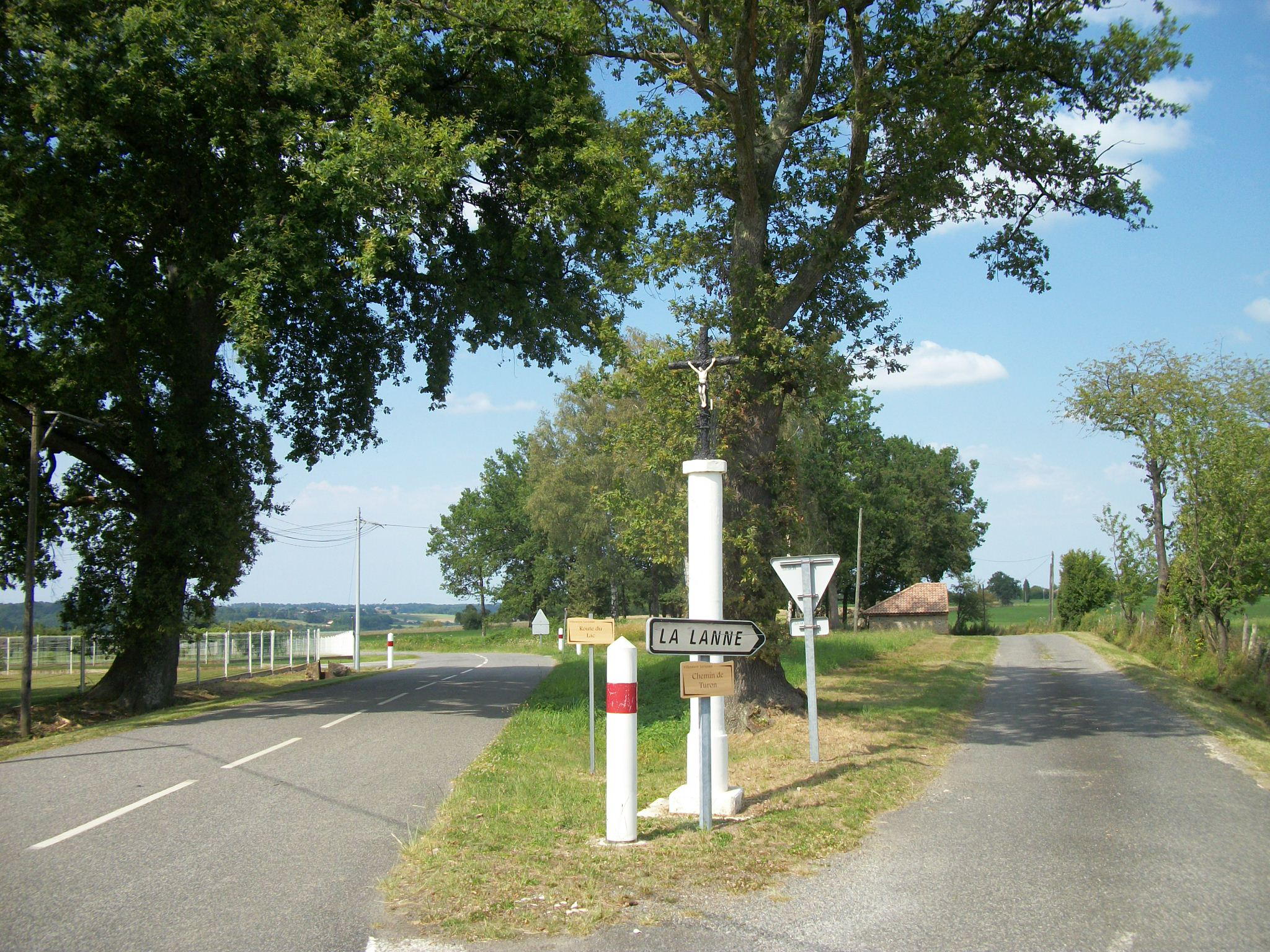
Monument avec une croix en fer forgé.
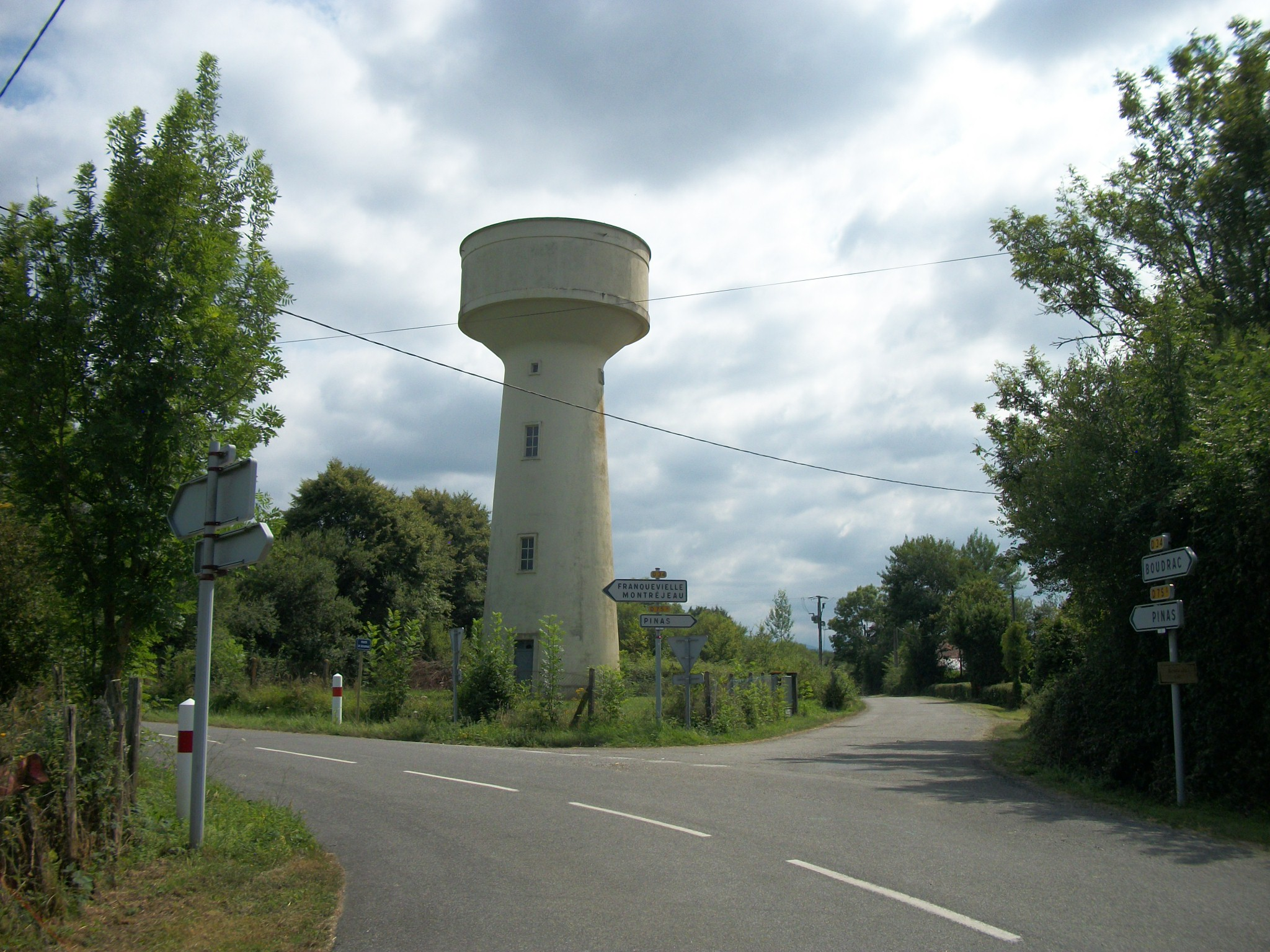
Château d'eau de Sédeilhac au lieudit Doucinat vue depuis le Lieudit Peymouliès.
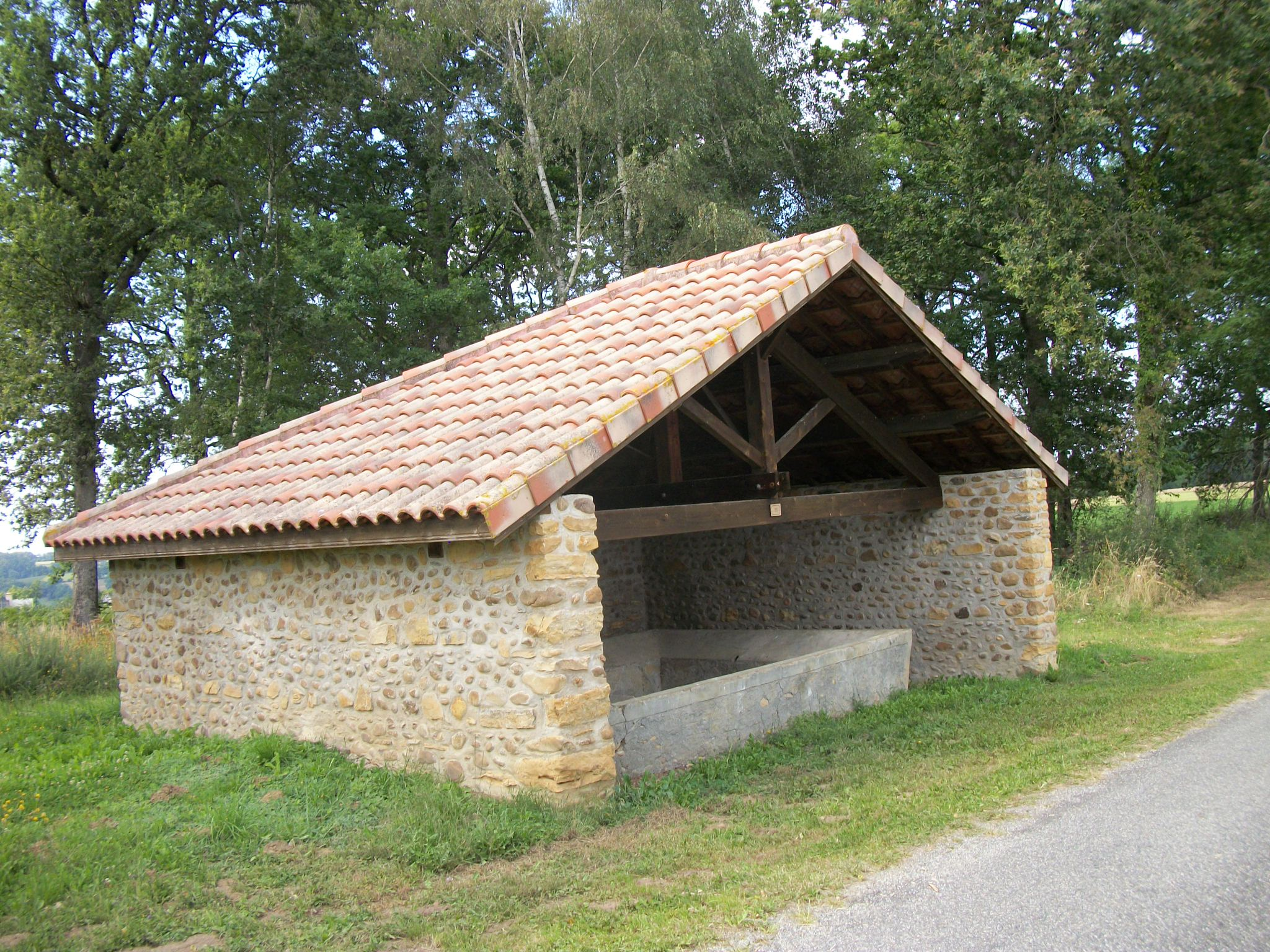
Lavoir restauré par la commune.
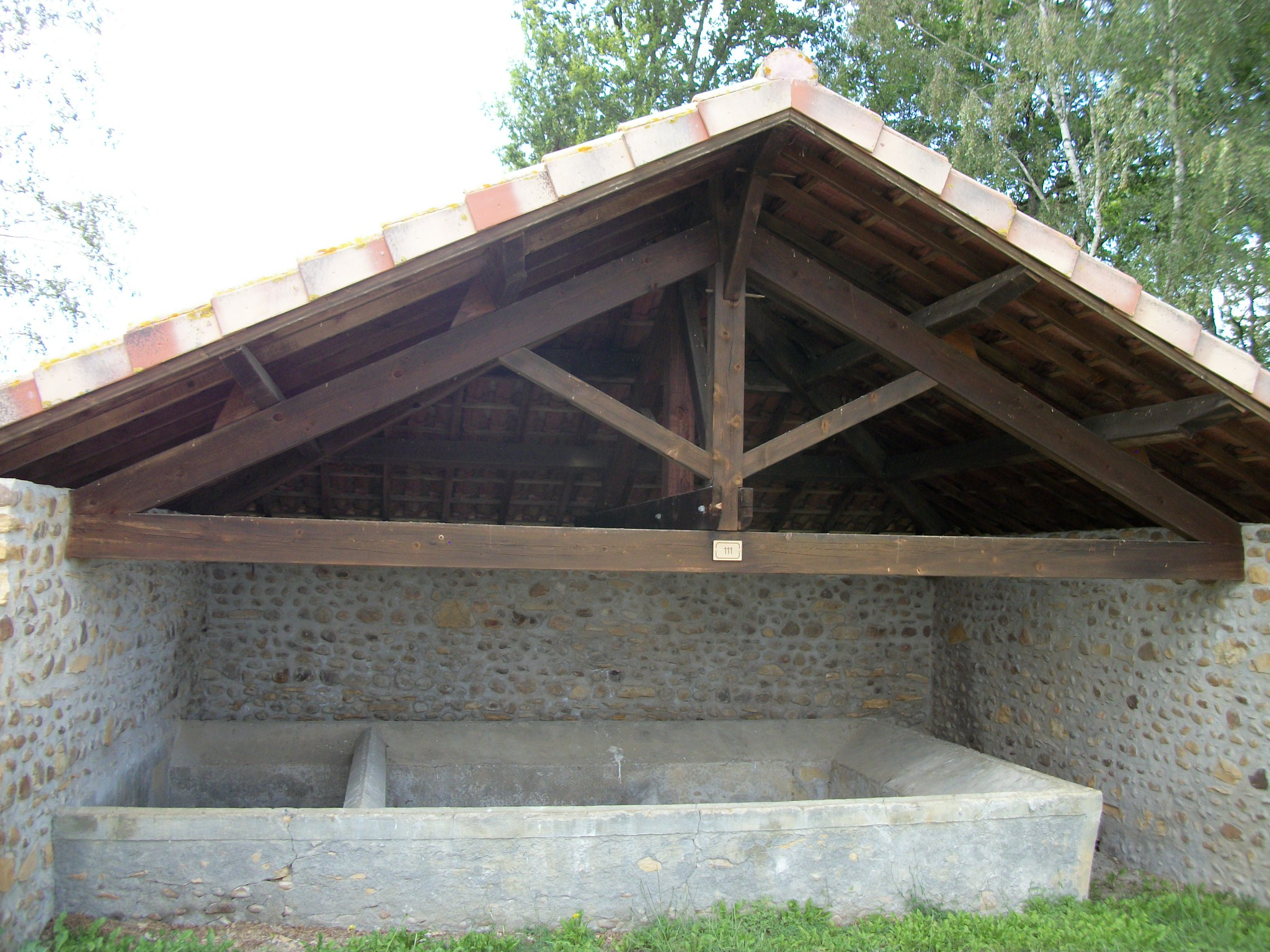
Intérieur du lavoir.

- Monument avec une croix en fer forgé.
- Château d'eau de Sédeilhac au lieudit Doucinat vue depuis le Lieudit Peymouliès.
- Lavoir restauré par la commune.
- Intérieur du lavoir.

## Pour approfondir